# Кунитака Суеока
Кунитака Суеока (јап. 末岡 圀孝; 1. фебруар 1917 — 10. новембар 1998) био је јапански фудбалер.

## Каријера
Током каријере играо је за Васеда ВМВ.

## Репрезентација
За репрезентацију Јапана дебитовао је 1940. године.

## Статистика
| Јапан  | Јапан | Јапан |
| Год.   | Ута.  | Гол.  |
| ------ | ----- | ----- |
| 1940   | 1     | 0     |
| Укупно | 1     | 0     |